# Calamaria boesemani
Calamaria boesemani este o specie de șerpi din genul Calamaria, familia Colubridae, descrisă de Robert F. Inger și Marx 1965. Conform Catalogue of Life specia Calamaria boesemani nu are subspecii cunoscute.